# Sédentarité (santé)
Cet article concerne la sédentarité désignant le manque d'activité physique et son impact sur la santé. Pour la sédentarité dans son sens anthropologique et écologique, relatif à la mobilité géographique des espèces, voir Sédentarité.

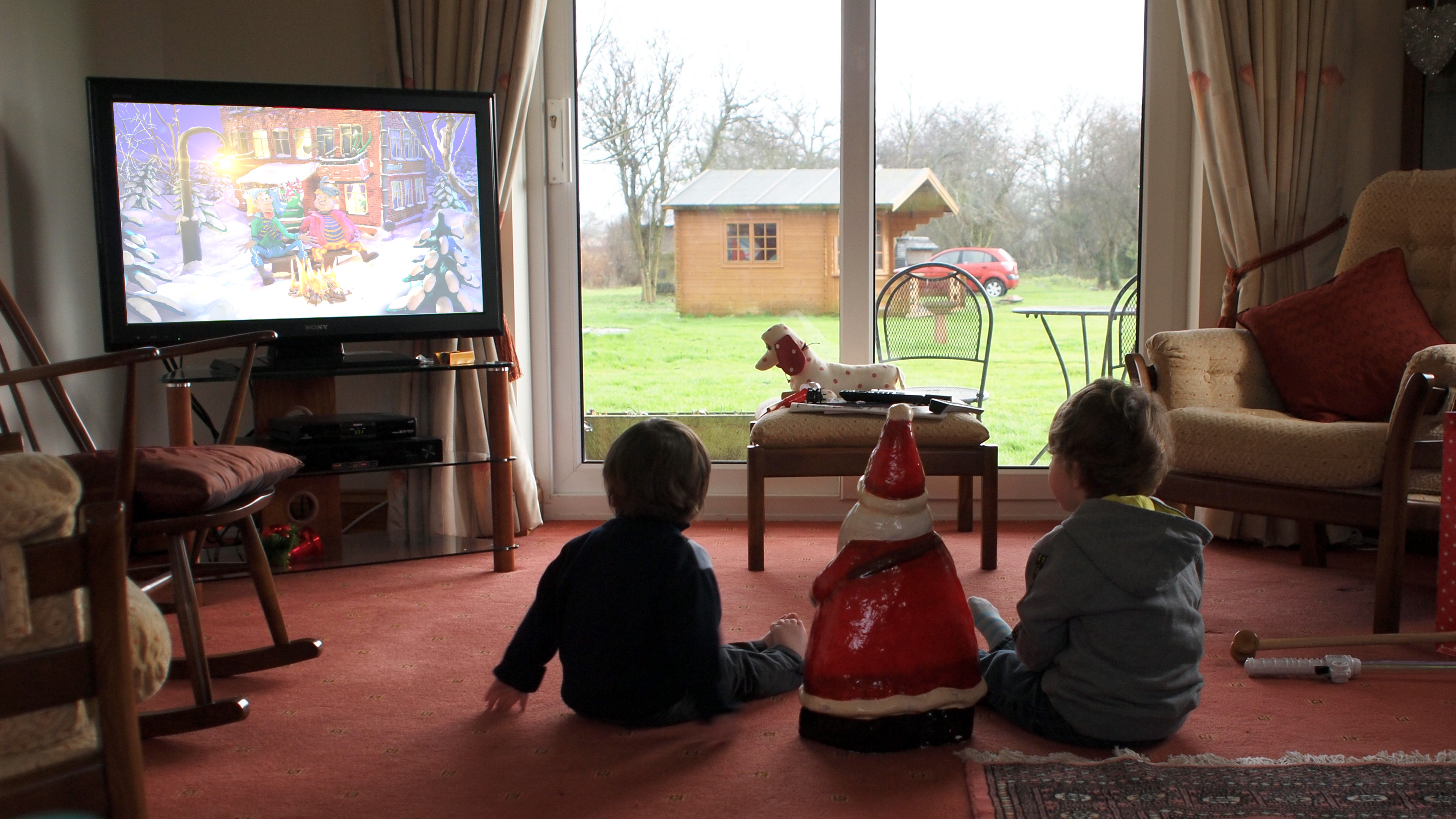
Enfants regardant la télévision au lieu d'aller jouer dehors.

La sédentarité est le faible niveau d'activité physique d'une personne affectant sa  santé, notamment en raison de l'utilisation des moyens de transport motorisés, de la mécanisation du travail et de la forte augmentation du temps d'écran. L'activité physique de la vie quotidienne diminue ainsi en raison du progrès technologique mais, dans le cas d'un mode de vie sédentaire, n'est pas remplacée par de l'activité sportive mais au contraire par un temps en position assise ou allongée augmenté. Cette situation devient alors préjudiciable pour la santé physique (facteur aggravant de l'obésité, de l'hypertension, des maladies cardiovasculaires, de certains cancers et de la fatigue chronique, carence en vitamine D, etc.) et psychique (dépression, trouble du comportement alimentaire, etc.).
Dans le domaine des loisirs, le jeu pathologique, un fort temps d'écran et la dépendance au jeu vidéo qui est la conjugaison des deux, sont des facteurs importants de sédentarité. L'augmentation du temps consacré aux activités de loisirs sédentaires est ainsi la première cause de l'obésité infantile.

## Prévalence
Une étude de l'ANSES en 2020 révèle que « 95 % de la population française adulte est exposée à un risque de détérioration de la santé par manque d’activité physique ou un temps trop long passé assis ». Les femmes sont plus exposées que les hommes à un manque d’activité physique. Plus d’un tiers des adultes français cumule un haut niveau de sédentarité et une activité physique insuffisante. 

## Impact sur la santé
Les personnes ayant un mode de vie sédentaire sont plus exposés au risque d’hypertension ou d’obésité et ont un taux de mortalité et de morbidité plus élevés causés par des maladies cardiovasculaires et certains cancers.